# 822 в Україні
822 в Україні — це перелік головних подій, що відбулись у 822 році на території сучасних українських земель.

## Події
- Хозарський каганат підпорядкував собі кочові народи на великій степовій території між Азовським морем та Аралом.
- існують території лісостепової України слов'янські племена білих хорватів, бужан, волинян, деревлян, дулібів, полян, сіверян, тиверців, уличів. У Північному Причорномор'ї співіснують різні кочові племена, зокрема булгари, хозари, алани, тюрки, угри, кримські готи.
- західноукраїнські землі увійшли до держави Велика Моравія, яку заснував Моймир I.